# 羽州探題
羽州探題（羅馬字：Ushūtandai）是室町時代被置於出羽國的幕府役職。正確名稱是羽州探題職。與奥州探題一同是室町幕府統括奥羽的要職，由斯波氏的一門大崎氏世襲奥州探題，最上氏世襲羽州探題。
羽州探題的成立是在正平11年（1356年），由奥州探題斯波家兼(斯波高經之弟)次男斯波兼賴以出羽國按察使的身份進入山形，當時是為了統治寒河江氏等南朝勢力割據的出羽國。正平22年（1367年），寒河江氏在漆川之戰中被擊敗，兼賴在出羽國的南朝勢力亦跟隨北朝以後留在該地，並以最上屋形為稱號的改姓最上氏受領。